# Liga de Voleibol Superior Femenino 1993-1994
La Liga de Voleibol Superior Femenino 1993-1994 si è svolta nel 1993-94: al torneo hanno partecipato 8 franchigie portoricane e la vittoria finale è andata per la prima volta alle Mets de Guaynabo.

## Regolamento
La competizione prevede che le otto squadre partecipanti si sfidino, per circa due mesi, senza un calendario rigido, fino a disputare ventuno partite ciascuna. Le prime quattro classificate accedono ai play-off scudetto: 
- in semifinale le quattro formazioni qualificate ai play-off vengono accoppiate col metodo della serpentina, giocando al meglio delle cinque gare;
- le vincitrici delle semifinali accedono alla finale scudetto, che si gioca al meglio delle sette gare.

## Squadre partecipanti
| - Chicas de San Juan - Criollas de Caguas - Ganadoras de Hatillo - Leonas de Ponce | - Llaneras de Toa Baja - Mets de Guaynabo - Pinkin de Corozal - Volleygirls de Guayanilla |

## Campionato

### Regular season

#### Classifica
| Pos. | Squadra                   | Pt    | G  | V  | P  | SV | SP | Ratio | PF | PS | Ratio |
| ---- | ------------------------- | ----- | -- | -- | -- | -- | -- | ----- | -- | -- | ----- |
| 1    | Criollas de Caguas        | 0.857 | 21 | 18 | 3  | -  | -  | -     | -  | -  | -     |
| 2    | Leonas de Ponce           | 0.667 | 21 | 14 | 7  | -  | -  | -     | -  | -  | -     |
| 3    | Mets de Guaynabo          | 0.619 | 21 | 13 | 8  | -  | -  | -     | -  | -  | -     |
| 4    | Ganadoras de Hatillo      | 0.571 | 21 | 12 | 9  | -  | -  | -     | -  | -  | -     |
| 5    | Chicas de San Juan        | 0.524 | 21 | 11 | 10 | -  | -  | -     | -  | -  | -     |
| 6    | Volleygirls de Guayanilla | 0.381 | 21 | 8  | 13 | -  | -  | -     | -  | -  | -     |
| 7    | Pinkin de Corozal         | 0.286 | 21 | 6  | 15 | -  | -  | -     | -  | -  | -     |
| 8    | Llaneras de Toa Baja      | 0.095 | 21 | 2  | 19 | -  | -  | -     | -  | -  | -     |

| Ammesse ai play-off scudetto |

## Classifica finale
| Pos | Squadra                   |
| --- | ------------------------- |
| 1   | Mets de Guaynabo          |
| 2   | Criollas de Caguas        |
| 3   | Leonas de Ponce           |
| 4   | Ganadoras de Hatillo      |
| 5   | Chicas de San Juan        |
| 6   | Volleygirls de Guayanilla |
| 7   | Pinkin de Corozal         |
| 8   | Llaneras de Toa Baja      |

## Premi individuali
| Premio                       | Giocatrice       | Squadra                   |
| ---------------------------- | ---------------- | ------------------------- |
| MVP della Regular Season     | Damaris Flores   | Criollas de Caguas        |
| MVP delle finali             | Eva Cruz         | Mets de Guaynabo          |
| MVP dello All-Star Game      | Jovanska Rosich  | Volleygirls de Guayanilla |
| Miglior palleggiatrice       | Lilibeth Rojas   | Pinkin de Corozal         |
| Miglior giocatrice offensiva | Jovanska Rosich  | Volleygirls de Guayanilla |
| Miglior muro                 | Eva Cruz         | Mets de Guaynabo          |
| Miglior giocatrice difensiva | Damaris Flores   | Criollas de Caguas        |
| Miglior esordiente           | Yarleen Santiago | Ganadoras de Hatillo      |
| Rising star                  | Michelle Maltes  | Leonas de Ponce           |
| Miglior allenatore           | Victor Cruz      | Ganadoras de Hatillo      |